# Protège-lames
Les protège-lames sont installés sur les lames du patin à glace.
Quand le patineur doit marcher avec ses patins en dehors de la glace. Les protège-lames protègent contre la poussière et/ou la surface du plancher qui pourrait abîmer l'aiguisage ou faire des 'encoches'. Des protège-lames en linge (parfois appelés 'pantoufles' ou 'crevettes') sont utilisés après les entraînements pour absorber la condensation et protéger les lames de la rouille.